# Torrespaña
Torrespaña (in spagnolo: "Torre di Spagna") è una torre televisiva di 231 metri situata nel quartiere Salamanca di Madrid, in Spagna. Consente la trasmissione dei canali televisivi nazionali e della comunità autonoma di Madrid, nonché di diverse stazioni radio.
La costruzione della torre iniziò nel 1981 e fu completata nel 1982, in preparazione della Coppa del mondo di calcio. Fu amministrata da RTVE fino al 1989, quando il controllo della radio e della televisione fu trasferito a Retevisión.
La torre è conosciuta con il soprannome di Pirulí, a causa della somiglianza della torre con una caramella spagnola molto popolare, un lecca-lecca di forma conica sviluppato in altezza. Non è aperto ai visitatori.